# Adiantopsis cheilanthoides
Adiantopsis cheilanthoides là một loài dương xỉ trong họ Pteridaceae. Loài này được R.M.Senna mô tả khoa học đầu tiên năm 2004.